# Slavomil Hejný
Slavomil Hejný (21. června 1924 Lidmaň – 22. června 2001 Praha), byl jedním z nejvýznamnějších českých, československých a evropských botaniků 20. století a dlouholetým ředitelem Botanického ústavu Československé akademie věd v Průhonicích. Zabýval se ekologickou charakteristikou vodních a bažinných rostlin a synantropní botanikou.

## Životopis
Slavomil Hejný se narodil 21. června 1924 v Lidmani v okrese Pelhřimov na Českomoravské vrchovině v rodině učitele. Mládí však prožil v jihočeském Protivíně, kde navštěvoval základní školu. Po maturitě na píseckém klasickém gymnáziu v době protektorátu absolvoval dvouletou rybářskou školu ve Vodňanech a po otevření vysokých škol se zapsal na Přírodovědeckou fakultu Univerzity Karlovy v Praze. Studium ukončil doktorskou disertační prací v roce 1948. Poté působil na fakultě jako asistent a v roce 1953 přešel do Ústředního výzkumného ústavu rostlinné výroby v Ruzyni.
V roce 1956 obhájil kandidátskou disertační práci a nastoupil do Geobotanické laboratoře ČSAV v Průhonicích, kterou řídil geobotanik Rudolf Mikyška. Po sloučení průhonické a brněnské geobotanické laboratoře v roce 1962 se stal prvním ředitelem nově vzniklého Botanického ústavu ČSAV. V této funkci setrval do roku 1990.[nedostupný zdroj]
Po odchodu do důchodu se Slavomil Hejný i nadále věnoval vědecké práci a publikační a přednáškové činnosti. Zemřel 22. června 2001, den po svých 77. narozeninách na plicní embolii.

## Vědecká a řídicí činnost
Slavomil Hejný byl srdcem Jihočech, což se svým způsobem obrazilo i v jeho vědecké práci. Celý život se kromě jiných témat věnoval zejména vegetaci jihočeských rybníků. Do jižních Čech směroval též významnou část činnosti botanického ústavu. Založil zde hydrobotanické pracoviště v Třeboni a řadu terénních výzkumných pracovišť.
Jeho vědecká práce, ačkoli značně rozsáhlá, trpěla nutností věnovat se ředitelské funkci. Řídil totiž ústav v Průhonicích, ekologické pracoviště v Brně a zmíněné pracoviště v Třeboni. Zároveň byl z titulu své funkce správcem historicky cenného objektu Průhonického zámku a nesmírně cenného Průhonického parku.
Kromě toho zastával i řadu významných vědeckých funkcí. V letech 1976 až 1990 byl předsedou České botanické společnosti, dále členem předsednictva Českého svazu ochránců přírody, předsedou vědeckých rad Chráněných krajinných oblastí Třeboňsko a Jizerské hory, později též předsedou Vědeckého kolegia ČSAV biologie organismů, populací a společenstev a mnoha dalších. Byl též členem ediční rady vydavatelství Academia a členem redakčních rad mnoha domácích a zahraničních odborných časopisů.
V roce 1972 získal Slavomil Hejný vědeckou hodnost člen korespondent ČSAV a v roce 1984 akademik.
Z titulu jeho ředitelské funkce se mu v nelehkém období husákovské normalizace podařilo i za pomoci profesora Emila Hadače zachránit pro vědeckou práci celou řadu lidí, kteří by jinak byli nuceni svoji vědeckou kariéru opustit.

## Publikační činnost
Publikační činnost prof. dr. Slavomila Hejného byla velmi rozsáhlá, za všechny jmenujme alespoň obšírnou Květenu České republiky 1–3 společně s dr. Bohumilem Slavíkem (Praha, Academia, 1988, 2003). Posledním velkým projektem, na němž se autorsky podílel, je pětidílný Zahradnický slovník naučný (Praha, Ústav zemědělských a potravinářských informací, 1994–2001). Hejného bibliografie registruje okolo 500 publikací. Autorsky nebo editorsky se podílel na vzniku 20 knižních titulů, z nichž čtyři vyšly v ruštině a čtyři v angličtině. Zasloužil se také o vznik časopisu Folia Geobotanica et Phytotaxonomica Bohemoslovaca (1966), podílel se na vzniku edicí „Vegetace ČSSR“ a Živou přírodou, vydávaných v nakladatelství Academia od r. 1965, resp. 1977.

## Herbářové položky
Hejného herbářové položky (asi 20 000) jsou uloženy v herbáři Národního muzea v Praze, menší množství v herbáři Slovenského národního muzea v Bratislavě a dalších kolekcích (např. v herbáři Jihočeského muzea v Českých Budějovicích a v BÚ AV ČR, v. v. i., v Průhonicích).

## Knihovna
Obsáhlá Hejného knihovna (asi 10 000 knižních svazků a 30 000–40 000 cizojazyčných separátů) byla rozdělena na několik fondů. Podstatná část je uložena v BÚ AV ČR, v. v. i., v Průhonicích (převážně flóra a vegetace různých oblastí světa) a v Úseku ekologie rostlin ústavu v Třeboni (téma biologie, ekologie a geografie vod a mokřadů). Publikace týkající se aplikované biologie a nebotanických oborů uchovává knihovna Jihočeské univerzity a ústavů Akademie věd v Českých Budějovicích. Soubor rusky psané botanické literatury je uložen v Průhonicích a v Českých Budějovicích.
Velmi cennou položkou pozůstalosti je několik set terénních zápisníků, které pečlivě chronologicky řadil od r. 1946 téměř až do závěru svého života. Jejich podstatná část je uložena v BÚ v Průhonicích a čeká na své využití.
Na paměť Slavomila Hejného pořádá každoročně od roku 2002 Úsek ekologie rostlin Botanického ústavu AV ČR Třeboň spolu s dalšími jihočeskými odbornými institucemi dvoudenní seminář na téma ochrany a revitalizace mokřadů pro hydrobotaniky včetně algologů, mokřadní ekology a další zájemce.